# 2061 : Odyssée trois
Pour les articles homonymes, voir Odyssée (homonymie).
2061 : Odyssée trois (2061: Odyssey Three) est un roman de science-fiction publié en 1987, le troisième livre de la tétralogie d'Arthur C. Clarke initiée par 2001 : L'Odyssée de l'espace.

## Résumé
En 2061, cinquante ans ont passé depuis que Jupiter a été transformée en Lucifer, une nouvelle étoile. Ses anciennes lunes (dont Io, Europe, Ganymède et Callisto) sont devenues ses planètes.
Europe, autrefois recouverte par un épais manteau de glace, est à présent une planète océan. Elle demeure la plus mystérieuse des planètes de Lucifer en raison de la stricte interdiction de s'y poser.
Cependant, le vaisseau nouvellement mis en service, le Galaxie, est contraint de s'y poser, obligeant son vaisseau frère, l'Univers à lui venir en aide. En l'attendant, l'équipage naufragé fait de nombreuses découvertes sur l'astre : il y aurait de la vie sur Europe.